# Chamin

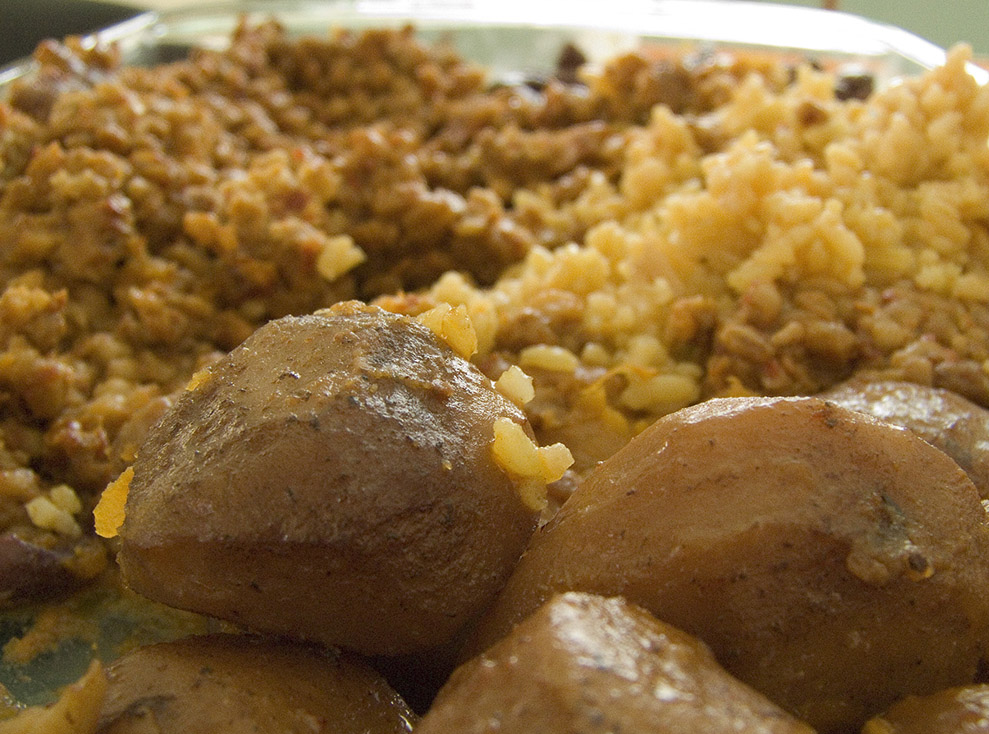
Detalle de un plato de Chamin.

El chamin o también hamin (en judeoespañol: jamín, en hebreo: חמין, jamín) es una especie de cocido servido durante el Shabbat en las casas de los judíos sefardíes. La palabra jamín tiene su origen etimológico en la palabra hebrea חם—"calor", debido a que permanece durante largo tiempo en una fuente de calor: horno, chimenea, o una olla de cocción lenta. La fuente de la palabra proviene de la Mishnah Shabbat donde chamin se refiere a una fuente de "agua caliente". En algunas partes del mundo sefardí este tipo de plato se refiere como "s'chinah" o "sh'chinah" procedente de otra palabra hebrea para "calor"

## Costumbres
Como es sabido los sefardíes están sometidos a la ley judía y durante la celebración del sabbat  no pueden cocinar, la preparación del cocido cholent tiene las mismas reglas. Mientras que la Torá proscribe encender un fuego en el periodo del sabbat, las reglas orales mencionan que se puede manejar un fuego si ha sido encendido antes del sabbat para mantener la comida caliente. Una rama del judaísmo denominada caraísmo niega la veracidad de la ley oral y sólo comen comida fría durante el shabat, considerando herético el uso de fuegos para cocinar y preparar platos como estos.

## Características
Los ingredientes y las proporciones de los mismos varían de región en región. Los sefardíes del Kurdistán, por ejemplo, primero preparan algunas verduras tales como pimientos, tomates, berenjenas y pepino con carne de vaca y arroz cocido, todo ello se pone en cazuela y se acompaña de carnes kosher y garbanzo para que aguanten el largo cocinado a lo largo de la noche y parte del día del sábado. Los judíos de Irak suelen cocinar un pollo con arroz y lo denominan tebit. Los judíos sefardíes de Marruecos hacen una versión denominada dafeena que lleva especias como ajo, canela, algunos platos típicos de la cocina española como el cocido madrileño provienen de este plato.
Un derivado del jamín son los huevos a la jamín. Originariamente se cocinaban con el jamín unos huevos cocidos. Los huevos son un acompañamiento muy popular en los ful medammes (habas en Egipto).